# Мост Фольда
Мост Фольда (норв. Folda bru) — автодорожный висячий мост через пролив Foldereidsundet в коммуне Нерёй, Норвегия. Является частью дороги №17 (riksvei 17). 

## История
До постройки моста транспортное сообщение через пролив осуществлялось паромной переправой. В январе 1965 года была создана компания "Foldabrulaget" для строительства постоянного моста. Одновременно с возведением моста сооружался тоннель с южной стороны пролива (Finnmotunnelen). Общая стоимость строительства составила 8,5 млн. крон. Открытие моста состоялось 12 декабря 1969 года – в этот день паром "Foldereid II", до этого регулярно перевозивший людей через пролив, совершил свой последний рейс. 

## Конструкция
Мост висячий. Общая длина составляет 336 м, центральный пролёт – 225 м. Высота железобетонных пилонов моста – 71,5 и 64,5 м над уровнем моря. Высота пролётного строения над уровнем моря колеблется от 46,5 м (в самом высоком месте) до 35,5 м. 
На мосту две полосы движения для движения транспорта. Покрытие проезжей части – асфальтобетон, на мосту установлено стальное перильное ограждение.